# Александар Гаврић
Александар Гаврић (Београд, 28. мај 1932 — Инђија, 6. децембар 1972) био је српски глумац.

## Биографија
Александар Гаврић је рођен у Београду 28. маја 1932. године. Глуму је дипломирао на Академији за позориште, филм, радио и телевизију у Београду 1956. године. Прву улогу је остварио у филму Потрага исте године. Две сезоне је играо у задарском и сплитском позоришту.
Југословенској и српској публици је остао упамћен по филму Капетан Леши. Филм је доживео огромну популарност, па је касније снимљен и наставак Обрачун, а чак је по његовом лику настао и стрип Капетан Леши. Иако га је улога капетана Лешија учинила великом звездом српске кинематографије, остао је упамћен и по улози у филмовима Марш на Дрину као Коста Хаџивуковић и по Сигнали над градом као командир Ранко. Главне улоге је играо у другим филмовима Жике Митровића, Солунски атентатори (1961) и Операција Београд (1968). Играо је и у италијанским и немачким акционим филмовима. Његова последња улога била је у филму Паја и Јаре, где је играо Костића директора комбината. Одликован је Орденом рада са сребрним венцем.
Погинуо је у саобраћајној незгоди у близини Инђији 6. децембра 1972. године. Са њим у аутомобилу била је и Славица Лисица, која је такође настрадала.

## Филмографија
| Год.    | Назив                                                 | Улога               |
| ------- | ----------------------------------------------------- | ------------------- |
| 1950-те |                                                       |                     |
| 1956.   | Потрага                                               | Др. Мирковић        |
| 1960-те |                                                       |                     |
| 1960.   | Капетан Леши                                          | капетан Рамиз Леши  |
| 1960.   | X-25 јавља                                            | Веља                |
| 1960.   | Сигнали над градом                                    | командир Ранко      |
| 1961.   | Солунски атентатори                                   |                     |
| 1961.   | Степенице храбрости                                   | Динко               |
| 1962.   | Обрачун                                               | капетан Рамиз Леши  |
| 1963.   | Радопоље                                              | Срђан               |
| 1964.   | Teufel im Fleisch                                     | професор Александар |
| 1964.   | Марш на Дрину                                         | Коста Хаџивуковић   |
| 1965.   | Le soldatesse                                         | Алеси               |
| 1965.   | Винету 3. део                                         | дете                |
| 1966.   | Andremo in citta                                      | Ратко Виста         |
| 1966.   | До победе и даље/До победата и по неа                 | Пушкар              |
| 1966.   | Winnetou und sein Freund Old Firehand                 | Деркс               |
| 1966.   | Како су се волели Ромео и Јулија?                     | Столе Станојловић   |
| 1967.   | Височка хроника                                       | Јуриј               |
| 1967.   | Кад будем мртав и бео                                 | Вуле                |
| 1968.   | Операција Београд                                     | Мартин              |
| 1968.   | Хероин                                                | Флориан Гарашин     |
| 1969.   | Низводно од Сунца                                     | Данило              |
| 1969.   | Убиство на свиреп и подмукао начин и из ниских побуда | Гојко Видак         |
| 1970-те |                                                       |                     |
| 1970.   | Прва љубав                                            |                     |
| 1971.   | Чудо                                                  | Ушо Арапин          |
| 1971.   | С ванглом у свет                                      | Живорад Спасеновић  |
| 1971.   | Моја луда глава                                       | Кнез                |
| 1971.   | Млад и здрав као ружа                                 | Иследник            |
| 1972.   | Болани Дојчин (ТВ)                                    | Ушо Арапин          |
| 1972.   | Муса из циркуса                                       |                     |
| 1972.   | И Бог створи кафанску певачицу                        |                     |
| 1972.   | Камионџије                                            | директор Костић     |
| 1973.   | Жута                                                  | Вуле                |
| 1973.   | Паја и Јаре                                           | директор Костић     |